# Duvaliandra dioscoridis
Duvaliandra dioscoridis là một loài thực vật có hoa trong họ La bố ma. Loài này được (Lavranos) M.G.Gilbert mô tả khoa học đầu tiên năm 1980.